# Heurelho Gomes
Heurelho da Silva Gomes, noto semplicemente come Heurelho Gomes (João Pinheiro, 15 febbraio 1981), è un ex calciatore brasiliano, di ruolo portiere.

## Carriera

### Club
Nel 2002 viene ingaggiato dal Cruzeiro, con cui disputa 59 partite tra il 2001 e il 2004. Nel luglio 2004 viene acquistato dal PSV Eindhoven. Debutta con la nuova maglia l'11 agosto 2004 contro la Stella Rossa. Nella sua prima stagione con la maglia del PSV raggiunge la semifinale di Champions League, che la squadra non raggiungeva da 14 anni. Durante le sue stagioni con il PSV diventa uno degli idoli della tifoseria: celebre è il suo gesto nella partita contro il Feyenoord, durante la quale si è infortunato mentre esultava per un gol segnato dal compagno Phillip Cocu; è comunque riuscito a rimanere in campo, facendo anche diverse parate.
Il 28 giugno 2008 viene acquistato per 7,8 milioni di sterline dal Tottenham. Il 19 luglio 2008 fa il suo debutto con la nuova maglia nell'amichevole vinta per 4-2 contro i Dénia. Dopo alcune prestazioni deludenti, l'allenatore dei portieri del Tottenham, Hans Leitert viene licenziato, e al suo posto viene ingaggiato Tony Parks, grazie al quale le prestazioni del portiere brasiliano migliorano sensibilmente. Saltato il primo mese della stagione 2009-10 a causa di un infortunio all'inguine, Gomes viene sostituito dal suo vice Carlo Cudicini. Dopo essere rientrato dall'infortunio riesce nuovamente a realizzare ottime prestazioni; una parata effettuata nella partita contro il Portsmouth è stata paragonata a una famosa parata di Gordon Banks contro il Brasile ai Mondiali 1970. Nella stagione successiva si mette tuttavia in luce per alcuni errori clamorosi. Per questo motivo il Tottenham decide di ingaggiare il veterano Brad Friedel, relegando Gomes in panchina e in seguito nel ruolo di terzo portiere. Nella stagione successiva il Tottenham acquista Hugo Lloris e Gomes diventa quarto portiere.
Il 31 gennaio 2013 viene ceduto in prestito all'Hoffenheim fino al termine della stagione. Il successivo 6 aprile si rompe il metacarpo nella vittoria per 3-0 contro il Fortuna Düsseldorf, venendo costretto a sottoporsi ad un intervento. Scaduto il prestito fa ritorno al Tottenham, dove trova però pochissimo spazio. Il 22 maggio 2014 annuncia che il suo contratto in scadenza non verrà rinnovato.
Il 24 maggio 2014 firma un contratto di un anno, con opzione per il secondo, con il Watford. Dopo 6 stagioni passate in maglia Watford, il 27 luglio del 2020 annuncia il suo ritiro dal calcio giocato.

### Nazionale
Nel 2003 viene convocato dalla Nazionale olimpica brasiliana per la Gold Cup, torneo continentale CONCACAF. Nel 2005 viene convocato dalla Nazionale brasiliana per la Confederations Cup, senza però scendere mai in campo. Nel 2005 viene preconvocato per il Mondiale in Germania, ma viene in seguito escluso dal CT Carlos Alberto Parreira. Nel 2010 viene convocato dal CT Carlos Dunga per il Mondiale in Sudafrica.

## Statistiche

### Presenze e reti nei club
Statistiche aggiornate al termine della carriera da calciatore.
| Stagione             | Squadra              | Campionato           | Campionato | Campionato | Coppe nazionali | Coppe nazionali | Coppe nazionali | Coppe continentali | Coppe continentali | Coppe continentali | Altre coppe | Altre coppe | Altre coppe | Totale | Totale |
| Stagione             | Squadra              | Comp                 | Pres       | Reti       | Comp            | Pres            | Reti            | Comp               | Pres               | Reti               | Comp        | Pres        | Reti        | Pres   | Reti   |
| -------------------- | -------------------- | -------------------- | ---------- | ---------- | --------------- | --------------- | --------------- | ------------------ | ------------------ | ------------------ | ----------- | ----------- | ----------- | ------ | ------ |
| 2001                 | Democrata            | A                    | 0          | 0          | -               | -               | -               | -                  | -                  | -                  | -           | -           | -           | 0      | 0      |
| 2002                 | Cruzeiro             | SM+A                 | 0+14       | 0 + -17    | CB              | -               | -               | -                  | -                  | -                  | -           | -           | -           | 14     | -17    |
| 2003                 | Cruzeiro             | M1/MG+A              | 12+40      | -7 + -40   | CB              | 11              | -4              | CS                 | 2                  | -1                 | -           | -           | -           | 65     | -52    |
| 2004                 | Cruzeiro             | M1/MG+A              | 14+5       | -14 + -8   | CB              | -               | -               | CL                 | 8                  | -8                 | -           | -           | -           | 27     | -30    |
| Totale Cruzeiro      | Totale Cruzeiro      | Totale Cruzeiro      | 26+59      | -21 + -65  |                 | 11              | -4              |                    | 10                 | -9                 |             | -           | -           | 106    | -99    |
| 2004-2005            | PSV                  | ED                   | 30         | -14        | CO              | 1               | 0               | UCL                | 11                 | -14                | -           | -           | -           | 42     | -28    |
| 2005-2006            | PSV                  | ED                   | 32         | -21        | CO              | 1               | -2              | UCL                | 8                  | -11                | SO          | 1           | -2          | 42     | -36    |
| 2006-2007            | PSV                  | ED                   | 32         | -24        | CO              | 0               | 0               | UCL                | 10                 | -11                | -           | -           | -           | 42     | -35    |
| 2007-2008            | PSV                  | ED                   | 34         | -24        | CO              | 0               | 0               | UCL+CU             | 6+6                | -6 + -5            | SO          | 1           | -1          | 47     | -36    |
| Totale PSV Eindhoven | Totale PSV Eindhoven | Totale PSV Eindhoven | 128        | -83        |                 | 2               | -2              |                    | 41                 | -47                |             | 2           | -3          | 173    | -135   |
| 2008-2009            | Tottenham            | PL                   | 34         | -40        | FACup+CdL       | 1+5             | -1 + -5         | CU                 | 8                  | -9                 | -           | -           | -           | 48     | -55    |
| 2009-2010            | Tottenham            | PL                   | 31         | -26        | FACup+CdL       | 8+3             | -7 + -3         | -                  | -                  | -                  | -           | -           | -           | 42     | -36    |
| 2010-2011            | Tottenham            | PL                   | 30         | -39        | FACup+CdL       | 1+0             | -4              | UCL                | 10                 | -13                | -           | -           | -           | 41     | -56    |
| 2011-2012            | Tottenham            | PL                   | 0          | 0          | FACup+CdL       | 0+1             | 0               | UEL                | 3                  | -2                 | -           | -           | -           | 4      | -2     |
| 2012-gen. 2013       | Tottenham            | PL                   | 0          | 0          | FACup+CdL       | 0               | 0               | UEL                | -                  | -                  | -           | -           | -           | 0      | 0      |
| gen.-giu. 2013       | Hoffenheim           | BL                   | 9          | -9         | CG              | 0               | 0               | -                  | -                  | -                  | -           | -           | -           | 9      | -9     |
| 2013-2014            | Tottenham            | PL                   | 0          | 0          | FACup+CdL       | 0               | 0               | UEL                | 0                  | 0                  | -           | -           | -           | 0      | 0      |
| Totale Tottenham     | Totale Tottenham     | Totale Tottenham     | 95         | -105       |                 | 19              | -20             |                    | 21                 | -24                |             | -           | -           | 135    | -149   |
| 2014-2015            | Watford              | FLC                  | 44         | -45        | FACup+CdL       | 0               | 0               | -                  | -                  | -                  | -           | -           | -           | 44     | -45    |
| 2015-2016            | Watford              | PL                   | 38         | -49        | FACup+CdL       | 1+0             | 0+0             | -                  | -                  | -                  | -           | -           | -           | 39     | -49    |
| 2016-2017            | Watford              | PL                   | 38         | -64        | FACup+CdL       | 1+0             | -1              | -                  | -                  | -                  | -           | -           | -           | 39     | -65    |
| 2017-2018            | Watford              | PL                   | 24         | -40        | FACup+CdL       | 1+1             | 0 + -3          | -                  | -                  | -                  | -           | -           | -           | 26     | -43    |
| 2018-2019            | Watford              | PL                   | 0          | 0          | FACup+CdL       | 6+2             | -9 + -2         | -                  | -                  | -                  | -           | -           | -           | 8      | -11    |
| 2019-2020            | Watford              | PL                   | 0          | 0          | FACup+CdL       | 0+3             | 0 + -3          | -                  | -                  | -                  | -           | -           | -           | 3      | -3     |
| Totale Watford       | Totale Watford       | Totale Watford       | 144        | -198       |                 | 15              | -18             |                    | -                  | -                  |             | -           | -           | 159    | -216   |
| Totale carriera      | Totale carriera      | Totale carriera      | 461        | -481       |                 | 47              | -44             |                    | 72                 | -80                |             | 2           | -3          | 582    | -608   |

### Cronologia presenze e reti in nazionale
| Cronologia completa delle presenze e delle reti in nazionale ― Brasile | Cronologia completa delle presenze e delle reti in nazionale ― Brasile | Cronologia completa delle presenze e delle reti in nazionale ― Brasile | Cronologia completa delle presenze e delle reti in nazionale ― Brasile | Cronologia completa delle presenze e delle reti in nazionale ― Brasile | Cronologia completa delle presenze e delle reti in nazionale ― Brasile | Cronologia completa delle presenze e delle reti in nazionale ― Brasile | Cronologia completa delle presenze e delle reti in nazionale ― Brasile |
| Data                                                                   | Città                                                                  | In casa                                                                | Risultato                                                              | Ospiti                                                                 | Competizione                                                           | Reti                                                                   | Note                                                                   |
| ---------------------------------------------------------------------- | ---------------------------------------------------------------------- | ---------------------------------------------------------------------- | ---------------------------------------------------------------------- | ---------------------------------------------------------------------- | ---------------------------------------------------------------------- | ---------------------------------------------------------------------- | ---------------------------------------------------------------------- |
| 13-7-2003                                                              | Città del Messico                                                      | Messico                                                                | 1 – 0                                                                  | Brasile                                                                | Gold Cup 2003 - 1º turno                                               | -1                                                                     |                                                                        |
| 15-7-2003                                                              | Città del Messico                                                      | Honduras                                                               | 1 – 2                                                                  | Brasile                                                                | Gold Cup 2003 - 1º turno                                               | -1                                                                     |                                                                        |
| 19-7-2003                                                              | Miami                                                                  | Colombia                                                               | 0 – 2                                                                  | Brasile                                                                | Gold Cup 2003 - 1º turno                                               | -                                                                      |                                                                        |
| 23-7-2003                                                              | Miami                                                                  | Stati Uniti                                                            | 1 – 2 gg                                                               | Brasile                                                                | Gold Cup 2003 - Semifinale                                             | -1                                                                     |                                                                        |
| 27-7-2003                                                              | Città del Messico                                                      | Brasile                                                                | 0 – 1 gg                                                               | Messico                                                                | Gold Cup 2003 - Finale                                                 | -1                                                                     |                                                                        |
| 16-8-2006                                                              | Oslo                                                                   | Norvegia                                                               | 1 – 1                                                                  | Brasile                                                                | Amichevole                                                             | -1                                                                     |                                                                        |
| 3-9-2006                                                               | Londra                                                                 | Argentina                                                              | 0 – 3                                                                  | Brasile                                                                | Amichevole                                                             | -                                                                      |                                                                        |
| 5-9-2006                                                               | Londra                                                                 | Galles                                                                 | 0 – 2                                                                  | Brasile                                                                | Amichevole                                                             | -                                                                      |                                                                        |
| 10-10-2006                                                             | Stoccolma                                                              | Brasile                                                                | 2 – 1                                                                  | Ecuador                                                                | Amichevole                                                             | -1                                                                     |                                                                        |
| 2-6-2010                                                               | Harare                                                                 | Zimbabwe                                                               | 0 – 3                                                                  | Brasile                                                                | Amichevole                                                             | -                                                                      | 25’                                                                    |
| 7-6-2010                                                               | Dar es Salaam                                                          | Tanzania                                                               | 1 – 5                                                                  | Brasile                                                                | Amichevole                                                             | -1                                                                     |                                                                        |
| Totale                                                                 |                                                                        | Presenze                                                               | 11                                                                     |                                                                        | Reti                                                                   | -7                                                                     |                                                                        |